# استان سن پابلو
استان سن پابلو (به اسپانیایی: Provincia de San Pablo) یک استان در پرو است که در منطقه کاخامارکا واقع شده‌است. استان سن پابلو ۶۷۲٫۲۹ کیلومتر مربع مساحت و ۲۳٬۵۱۳ نفر جمعیت دارد و ۲٬۳۶۵ متر بالاتر از سطح دریا واقع شده‌است.